# Монтпелир
Монтпелир (англ. Montpelier; ирл. Montpelier) — деревня в Ирландии, находится в графстве Лимерик (провинция Манстер).